# Elatostema tenuistipulatum
Elatostema tenuistipulatum är en nässelväxtart som beskrevs av H. Schröter. Elatostema tenuistipulatum ingår i släktet Elatostema och familjen nässelväxter. Inga underarter finns listade i Catalogue of Life.